# Хорол (річка)
Хоро́л — річка в Україні, у межах Сумської та Полтавської областей, права притока Псла (басейн Дніпра).

## Загальні дані
Довжина 308 км (в межах Полтавщини — 241 км). Площа водозбірного басейну 3 870 км². Похил річки 0,3 м/км. Долина трапецієподібна, часто асиметрична, з підвищеними правими і пологими лівими схилами; завширшки 10—12 км. Заплава завширшки від 0,2—0,5 км до 1,5—2 км, заболочена, поросла чагарниками і лучною рослинністю. Річище на всій протяжності звивисте, завширшки 10—60 м і більше (на плесах). Живлення — дощове і снігове (весняний стік становить близько 85 % річного). Середня багаторічна витрата води Хоролу (м. Миргород) становить 3,8 м³/с. Мінералізація води змінюється протягом року: весняна повінь — 843 мг/дм³; літньо-осіння межень — 966 мг/дм³; зимова межень — 1053 мг/дм³. Замерзає Хорол наприкінці листопада — на початку грудня, скресає в березні.
Вода відповідає помірно забрудненим бета-мезосапробним водоймам, з третім класом якості води.

## Географія протікання
Хорол бере початок з джерел на північ від села Червона Слобода. 
Тече Придніпровською низовиною територією Роменського району Сумської області, Кременчуцького, Миргородського, Лубенського районів Полтавської області. Тече переважно на південь, між містами Миргородом і Хоролом — на південний захід, далі — на південний схід. Впадає до Псла на північній околиці села Попівки.

## Основні притоки
Праві: Сакуниха, Рубанка, Вільшана, Татарина, Озниця, Лихобабівка, Харпачка, Хомутець, Грем'яча, Кутуржиха, Аврамівка, Рудка, Голубиха, Єньківка, Крива Руда, Сага, Татарина (Ткаченково), Щербанька.
- Річка без назви - річка у Глобинському районі Полтавської області. Бере початок у селі Малинівка. Спочатку тече на південний схід через Великі Кринки і повертає на пінічний схід. Далі тече через Петрівку і впадає у Хорол. Довжина річки 20 км., похил річки — 1,2 м/км. Площа басейну 143 км².[1]

- Річка без назви - річка у Роменському районі Сумської області. Бере початок у Зарудді. Тече переважно на південний схід і в Липовій Долині впадає в Хорол. Довжина річки 24 км, похил річки — 1,4 м/км. Площа басейну 93,1 км². Населені пункти вздовж берегової смуги: Велике, Липівка.[2]

Ліві: Березівка, Стара Сага,  Рудка, Буда, Холодна.
- Річка без назви - річка у Великобагачанському і Глобинському районах Полтавської області. Бере початок на південно-східній стороні від Мар'янівки. Тече переважно на південний захід через Радивонівку, Володимирівку, Руду. Довжина річки 12 км, похил річки — 1,3 м/км. Площа басейну 87,5 км².[3]

## Населені пункти
Над річкою розташовані: смт Липова Долина, міста Хорол, а також відомий український курорт — Миргород.

## Використання
Використовується задля водопостачання та зрошування, поширеним є також рибальство. На річці споруджено декілька шлюзів-регуляторів, є водосховища.

## Хорол в історії та культурі
У долині річки виявлено поселення бронзової доби, а також ранньослов'янські поселення та могильник черняхівської культури.
В 1185 р. на берегах річки відбулася битва між руським та половецьким військами
Краєвиди Хоролу здавна притягували митців. Ось як про річку написав відомий український поет XX  століття Павло Тичина:
|  | Дим, димок від машин, Мов дівочі літа. Не той тепер Миргород, Хорол-річка не та... |

## Галерея

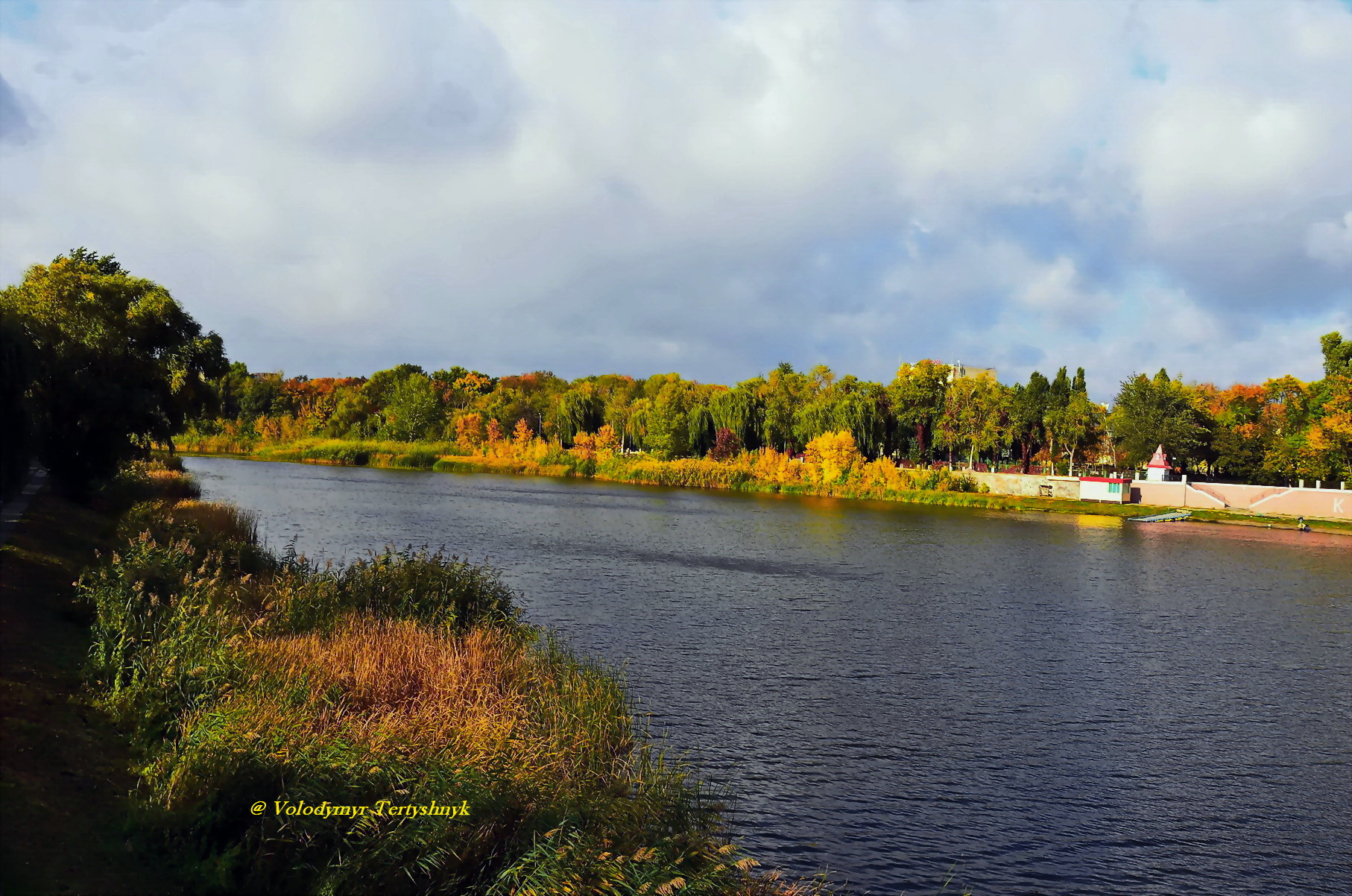
Осінній Хорол на території Миргородкурорту (2011)
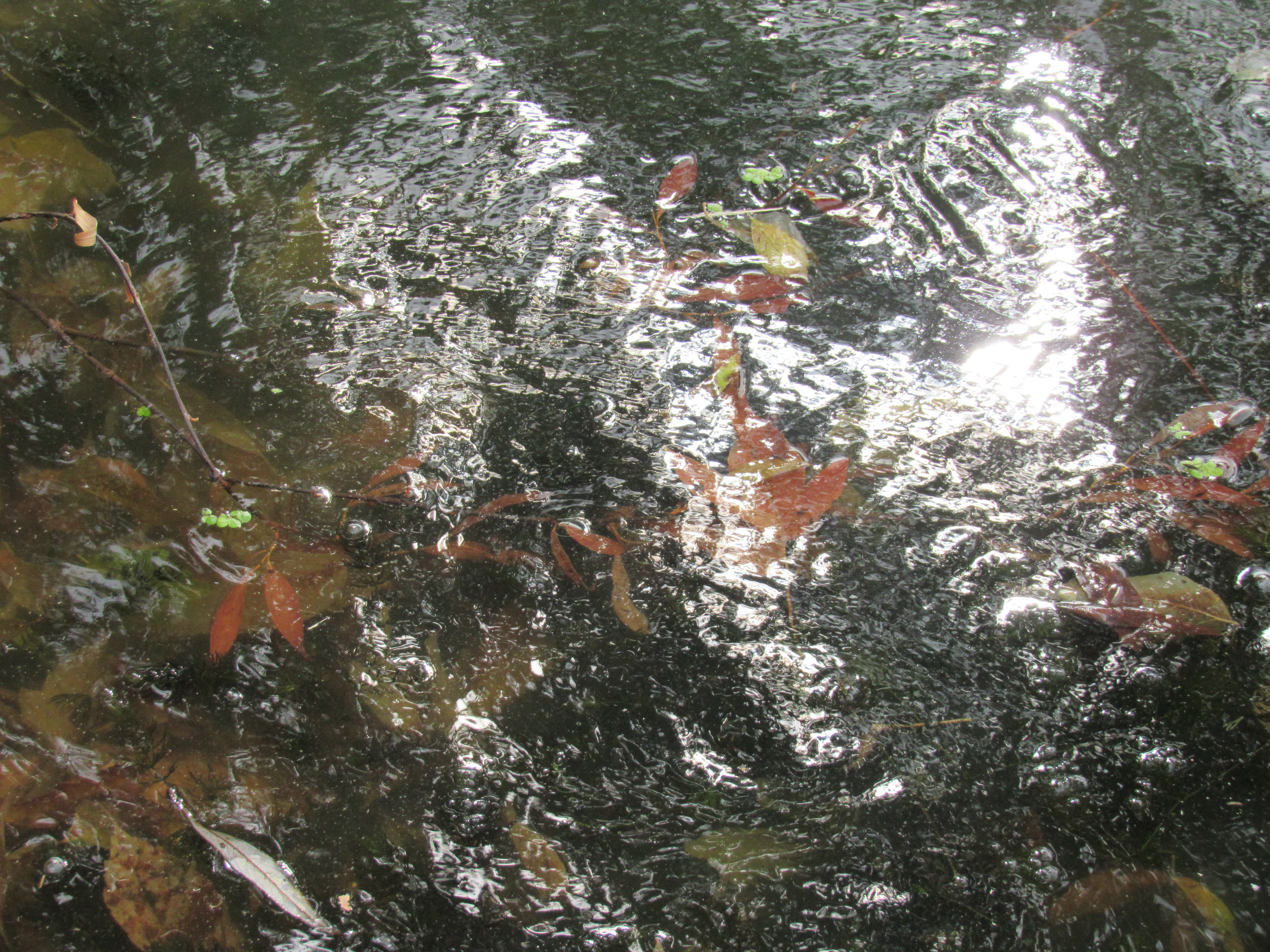
Нитчасті водорості в річці Хорол
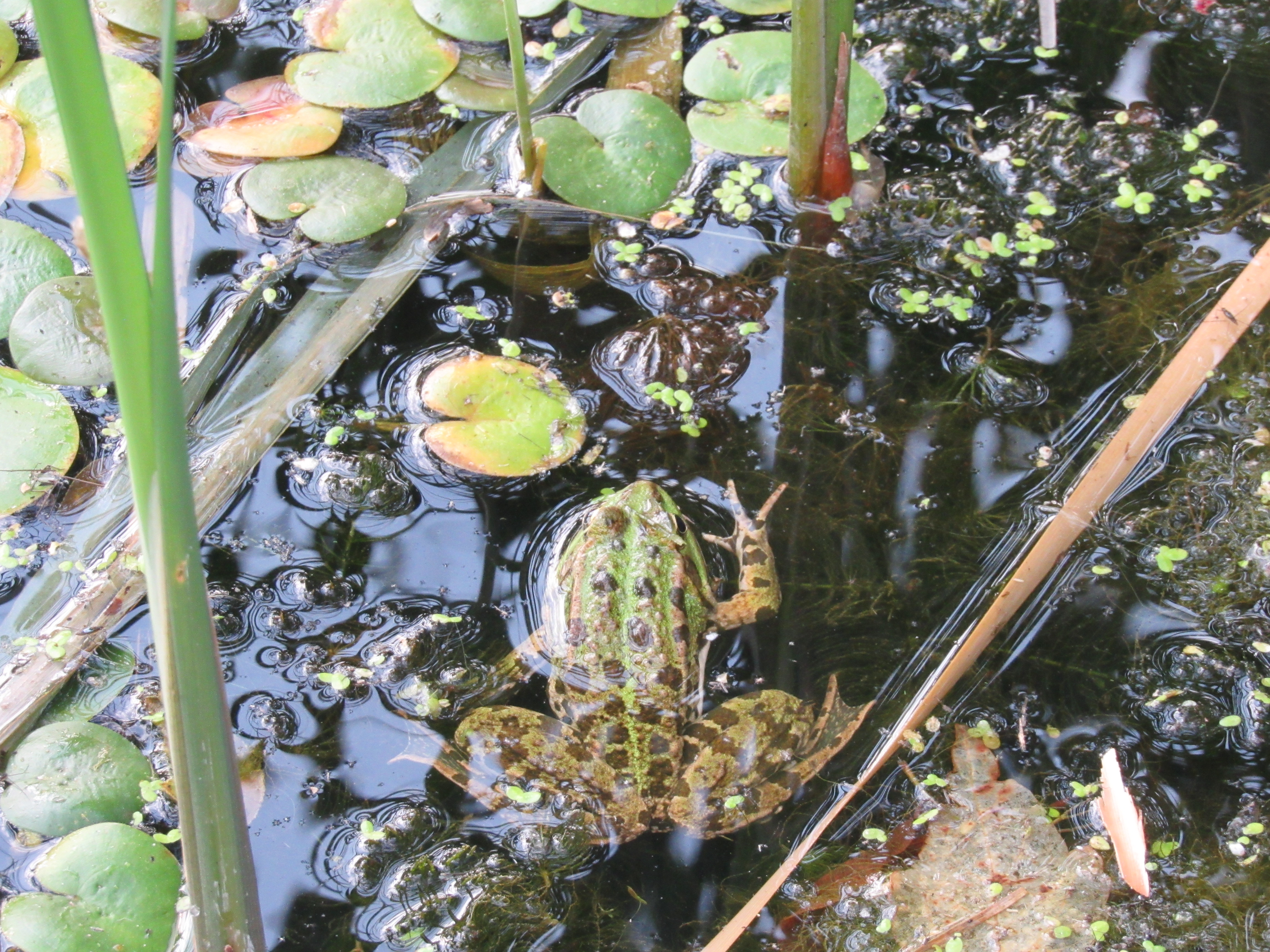
Їстівна жаба в річці Хорол
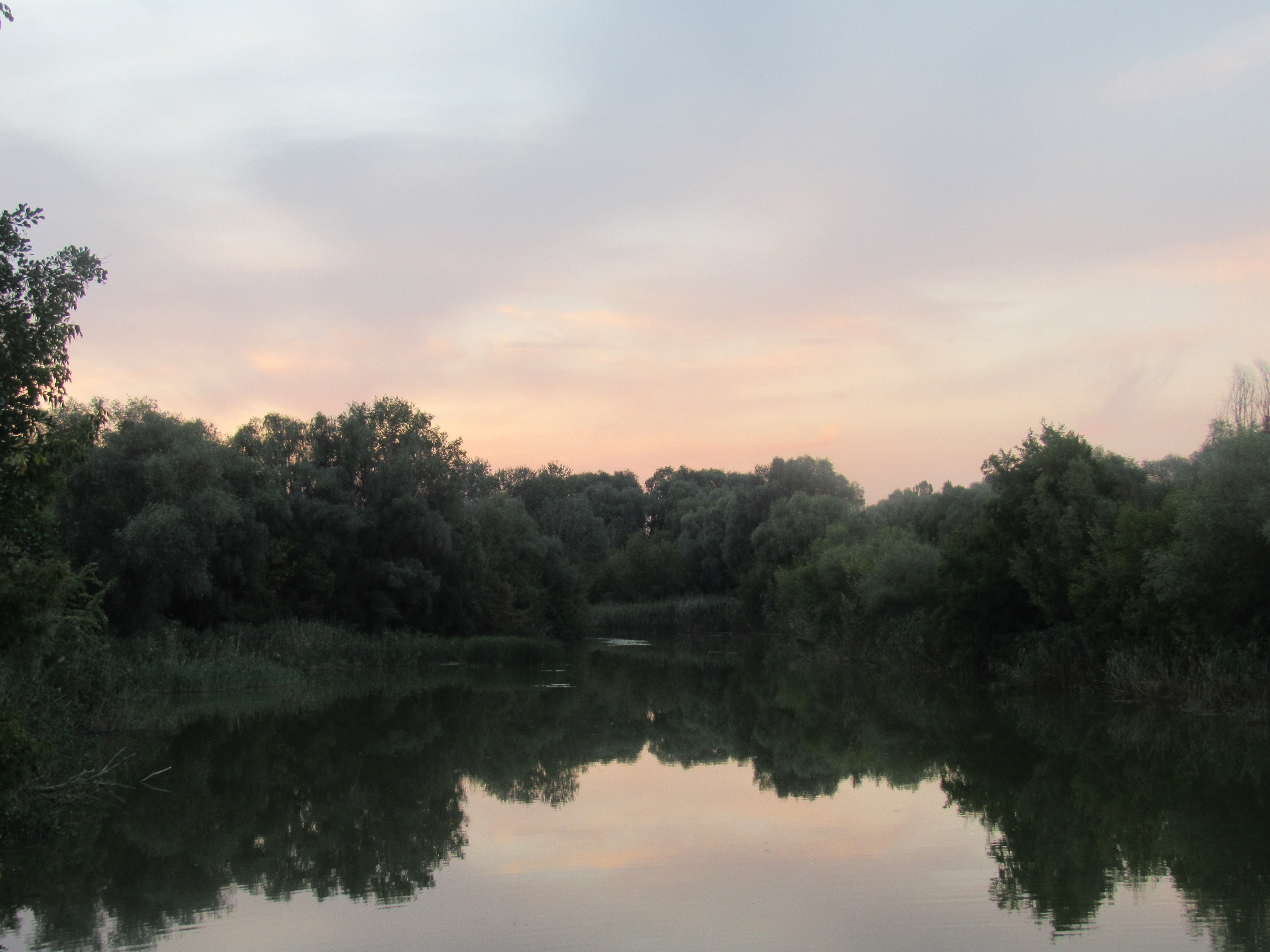
Річка Хорол на території санаторію "Березовий гай" міста Миргород (2024)
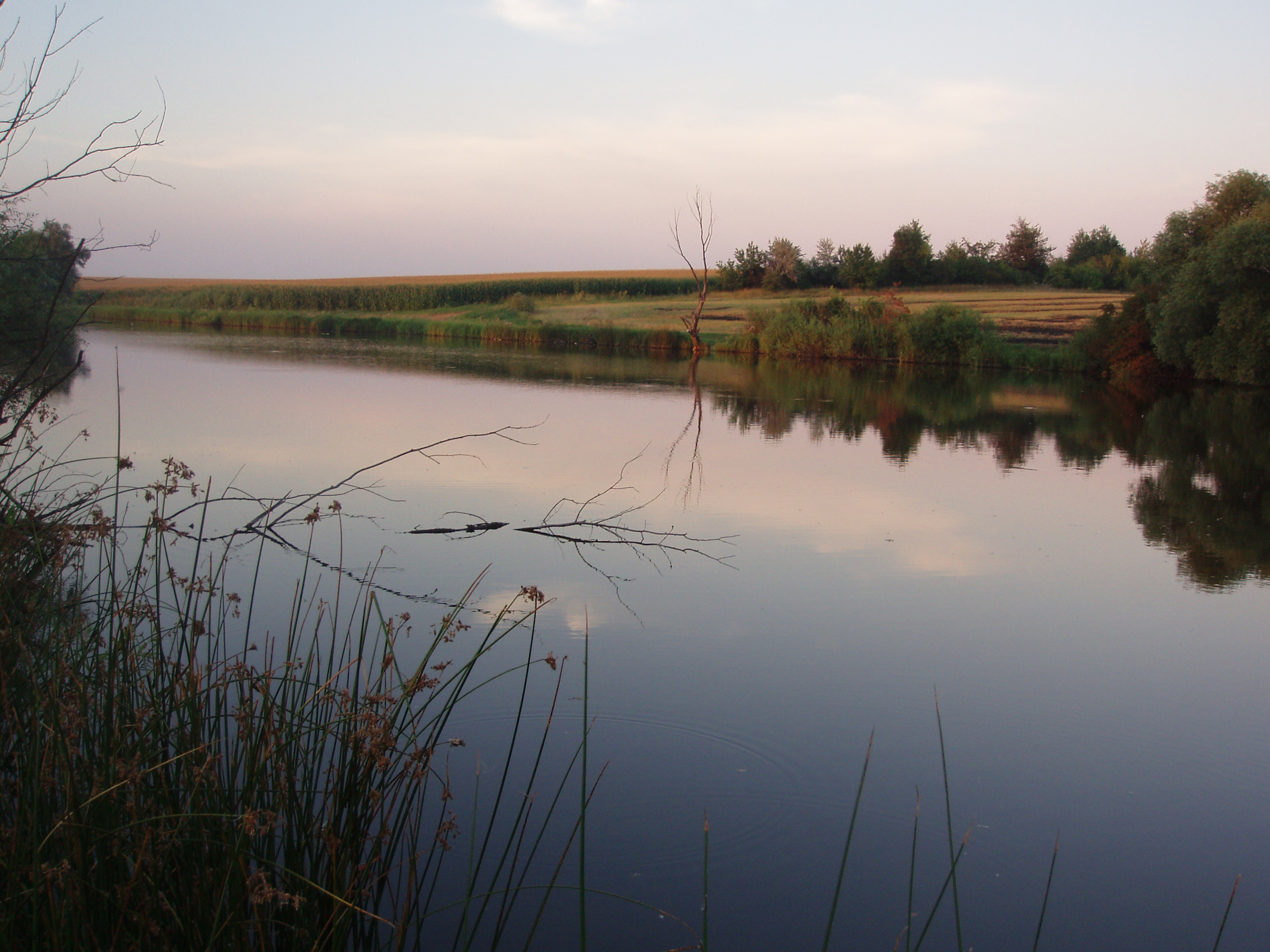
Річка біля міста Хорола, Полтавська область (2008)
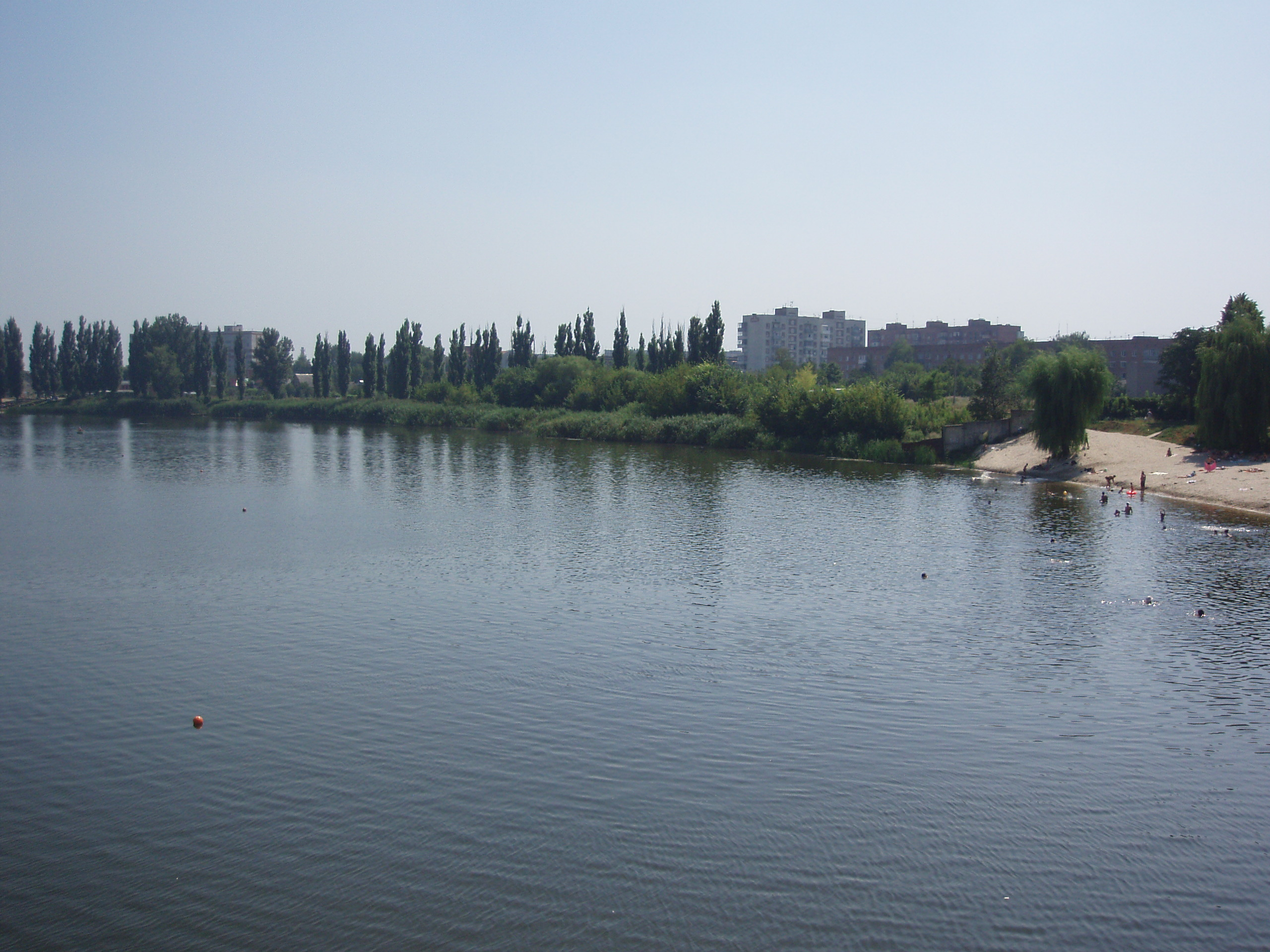
Хорол на тлі новобудов Миргорода (2008)
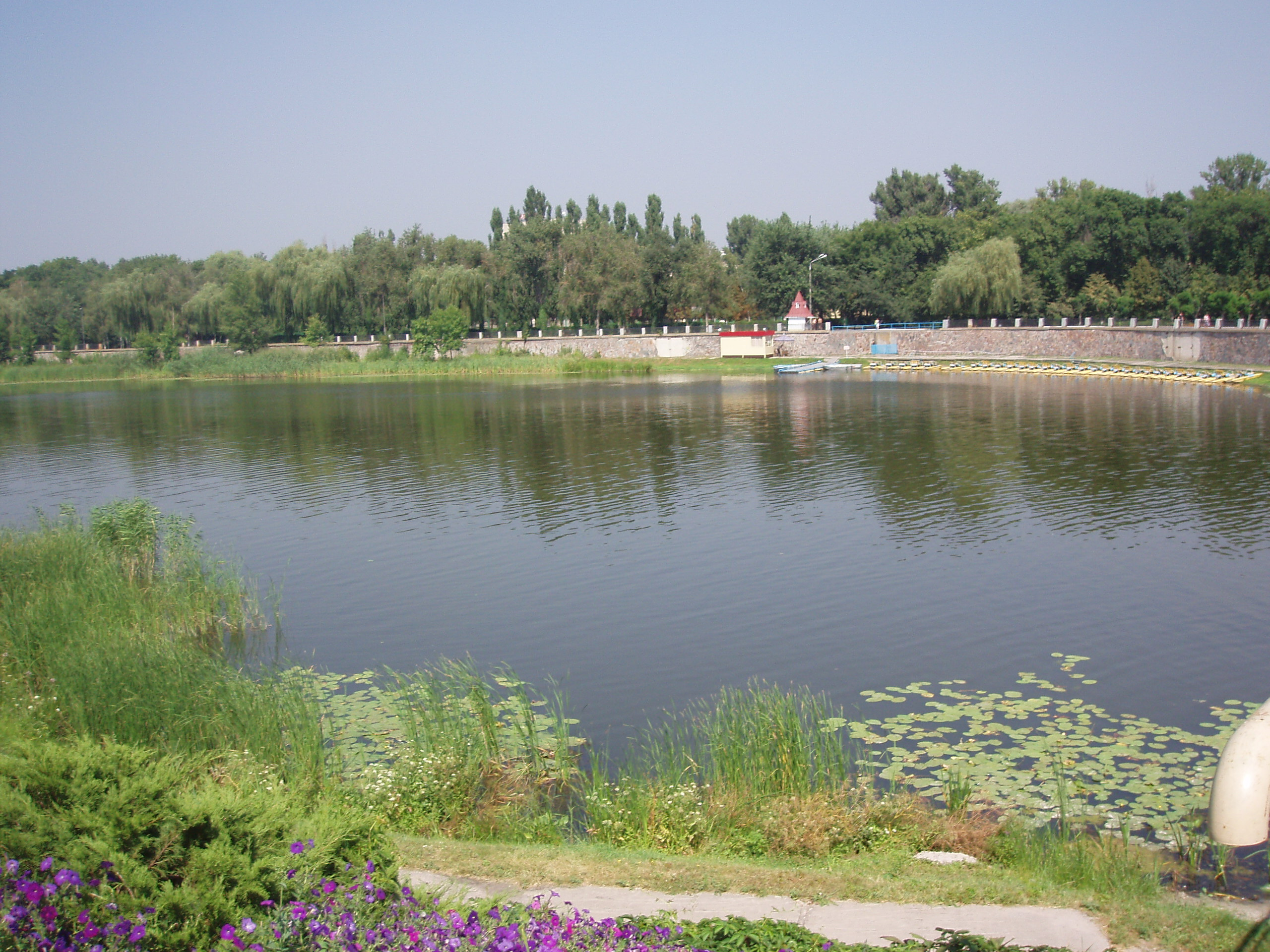
Хорол на території Миргородкурорту (2008)
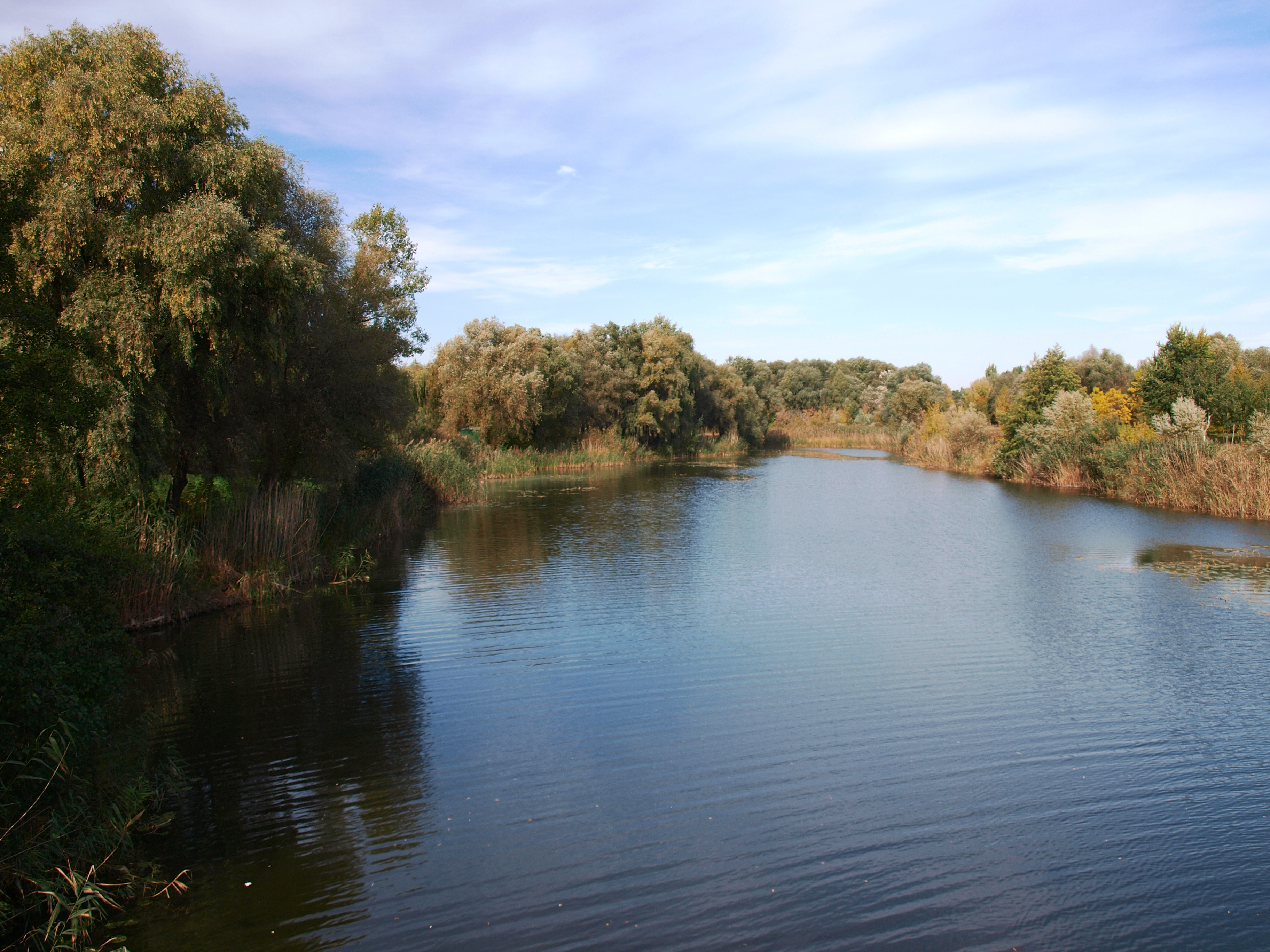
Панорама Хоролу з підвісного мосту Миргородкурорту (2009)
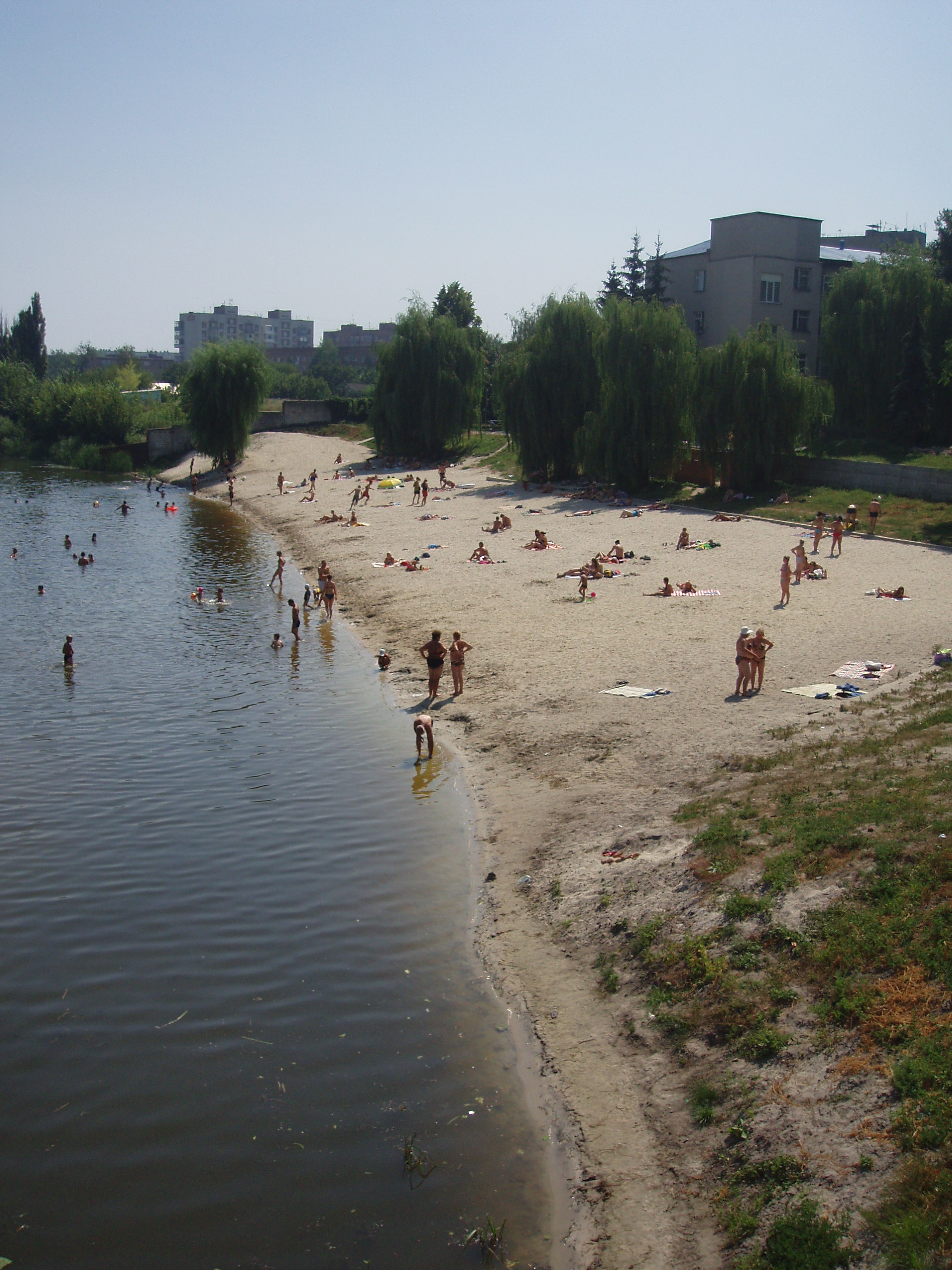
Міський пляж у Миргороді на Хоролі (2008)
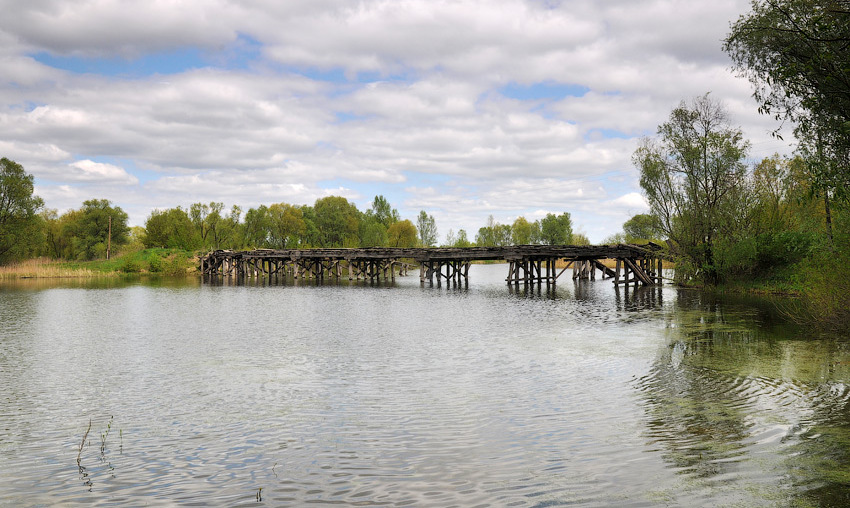
Старий міст через Хорол біля міста Хоролу (2008)
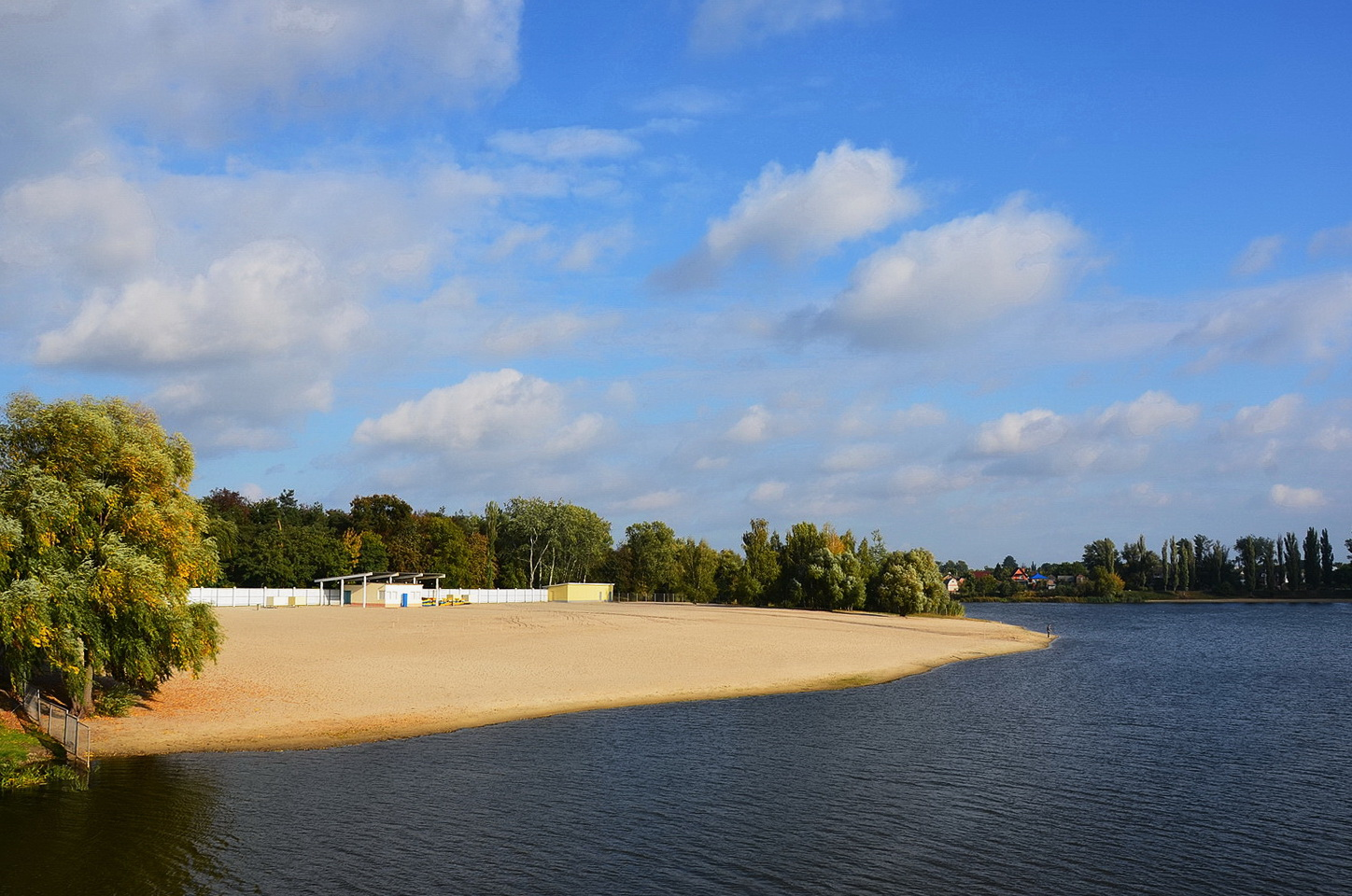
Хорол на території Миргородкурорту (2011)
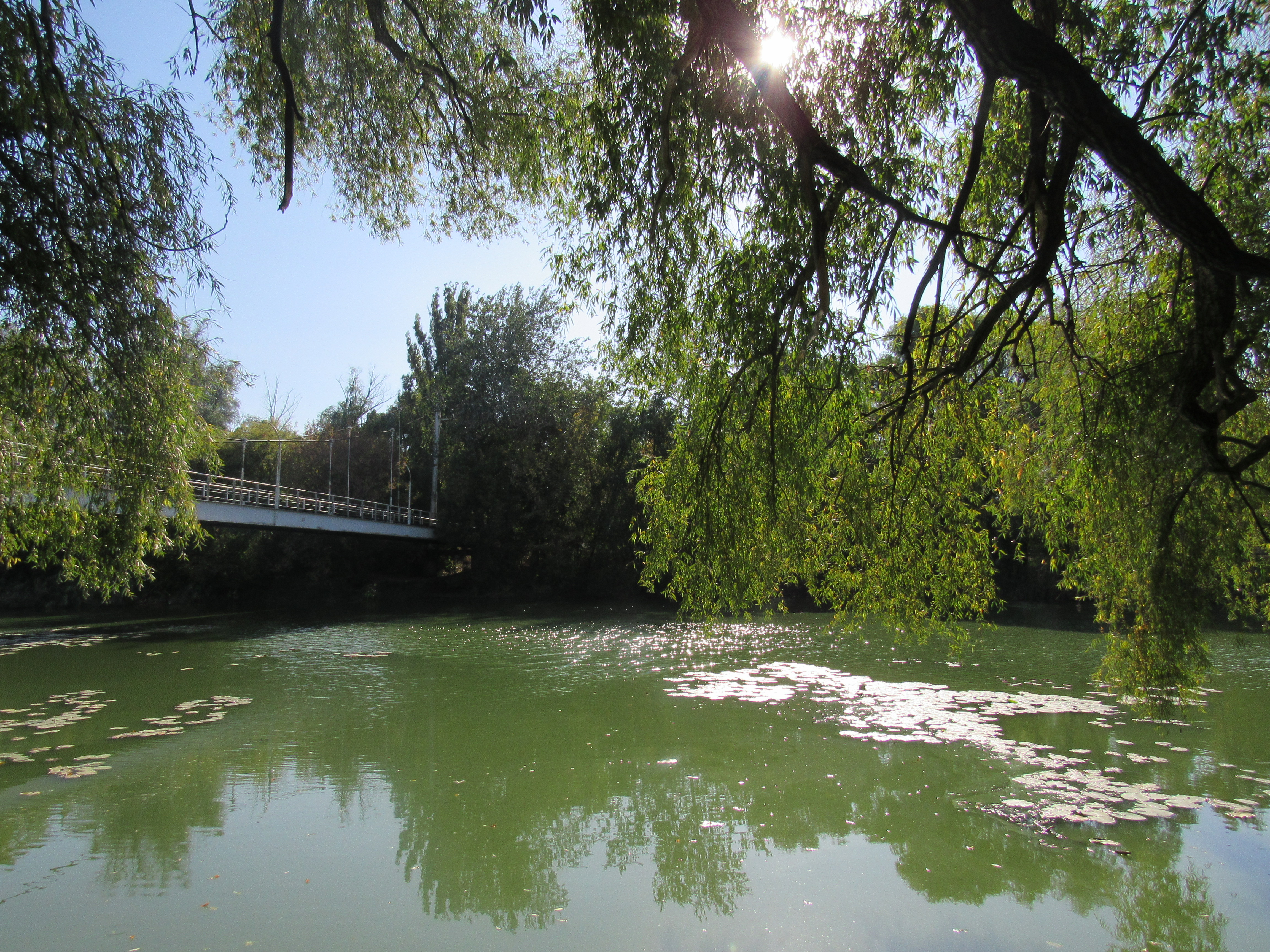
Хорол на території санаторію "Березовий гай" в Миргородкурорті